# Arrancy
Arrancy è un comune francese di 49 abitanti situato nel dipartimento dell'Aisne della regione dell'Alta Francia. È uno dei comuni meno abitati dell'intero paese.

## Società

### Evoluzione demografica
Abitanti censiti